# Monobia nayarit
Monobia nayarit är en stekelart som beskrevs av Abraham Willink 1982.
Monobia nayarit ingår i släktet Monobia och familjen Eumenidae. Inga underarter finns listade i Catalogue of Life.